# Nothing,nowhere.
Joseph Edward Mulherin (nascido em 4 de junho de 1992), mais conhecido por seu nome artístico nothing,nowhere., é um músico, cantor e compositor estadunidense. 
Embora Mulherin componha e produza todas as suas músicas, ele mantém um grupo de músicos que se apresentam com ele em shows ao vivo sob o nome nothing,nowhere.. A banda fez turnês como banda de apoio para Grandson, Real Friends, Tiny Moving Parts, Thrice e La Dispute em várias turnês.

## Início da vida
Mulherin foi criado em Foxborough, Massachusetts, e passava os verões em Hyde Park, Vermont. Ele estudou na Igo Elementary School e na Ahern Middle School. Posteriormente, Mulherin passou seu primeiro ano do ensino médio na Xaverian Brothers High School, antes de se transferir para a Foxborough High School no segundo ano, onde estudou design com base em computadores. Ele teve seu primeiro contato com a música aos 12 anos de idade, quando seu primo lhe emprestou o violão, com o qual ele fez o cover de várias músicas emo. Por um período, Mulherin trabalhou para a empresa de sorvetes Ben & Jerry's como cinegrafista, criando vários anúncios e materiais promocionais. 

## História
A origem do nome "nothing,nowhere." vem da inspiração de Mulherin a partir de uma palestra do filósofo Alan Watts sobre o conceito de nada e sua "fertilidade".
Em 2015, Mulherin começou a fazer upload de músicas no SoundCloud com o nome nothing,nowhere. Em junho do mesmo ano, ele lançou seu álbum de estreia, intitulado nothing,nowhere. LP no Bandcamp. Depois de lançar dois EPs, Bummer e Who Are You, com a participação do produtor austríaco Oilcolor, Mulherin estreou vários de seus singles mais icônicos da era pré-Fueled by Ramen, incluindo: Deadbeat Valentine, I'm Sorry, I'm Trying e Letdown. Então, depois de aparecer em várias faixas de outros artistas do Soundcloud, em 20 de outubro de 2017, ele lançou seu álbum de estreia comercial, Reaper, que consistia em um rap emo baseado em guitarra que o New York Times chamou de "um dos álbuns pop mais promissores do ano". Ele produziu o álbum com Erik Ron e Jay Vee. A faixa "Hopes Up" conta com os vocais de Chris Carrabba, do Dashboard Confessional, e a faixa "REM" conta com a participação do rapper Lil West, de Delaware. Jon Caramanica, crítico musical do New York Times, listou Reaper como seu álbum nº 1 de 2017.
Em 16 de fevereiro de 2018, foi confirmado que Mulherin havia assinado contrato com a Fueled by Ramen, quando ele lançou um novo single intitulado "Ruiner", o primeiro de vários que apareceriam em seu próximo álbum de mesmo nome, que foi lançado em 13 de abril de 2018. Em março de 2018, Mulherin cancelou sua turnê e seu primeiro show em Londres devido a uma laringite crônica e uma hemorragia na prega vocal.
Dos dias 19 de outubro até 9 de novembro de 2018, Mulherin esteve em turnê pela Europa. 
Em 28 de janeiro de 2020, Mulherin lançou um novo single intitulado "Nightmare" e anunciou posteriormente datas para uma turnê mundial. No entanto, essas datas foram canceladas em março do mesmo ano devido a pandemia de COVID-19. Em 18 de abril de 2020, Mulherin lançou um single intitulado "Death". Em 10 de julho de 2020, Mulherin lançou um álbum intitulado "One Takes: Vol. 1". O álbum apresenta versões de músicas lançadas anteriormente, mas gravadas em um único take. A revista musical The Line of Best Fit deu a ele uma nota 7,5/10, chamando o álbum de uma exposição da "natureza bruta da dor e da compreensão humana". Em 5 de outubro de 2020, a banda Neck Deep anunciou novas datas para sua turnê norte-americana All Distortions Are Intentional, com Mulherin como banda de apoio. Em 27 de outubro de 2020, Mulherin lançou um single intitulado "Blood", com a participação do cantor de indie rock KennyHoopla e do produtor Judge. Em 7 de dezembro de 2020, Mulherin anunciou seu quarto álbum, Trauma Factory, que seria lançado em 19 de fevereiro de 2021. Posteriormente, ele lançou um novo single para o álbum, intitulado "Fake Friend".
Em 2023, nothing,nowhere. lançou seu quinto álbum de estúdio: Void Eternal . O álbum recebeu diversos elogios da crítica e foi descrito como pós-hardcore, nu-metal e emo.  O álbum conta com a participação dos artistas: Pete Wentz, Underoath, Buddy Nielsen, Freddie Dredd, Silverstein, SeeYouSpaceCowboy e Will Ramos .
Em 20 de janeiro de 2024, nada, lugar nenhum. confirmou que ele se tornaria um artista independente.

## Discografia

### Álbuns
| Título                 | Detalhes do álbum                                                                                     |
| ---------------------- | --- |
| The Nothing,Nowhere LP | - Lançado: 30 de junho de 2015 - Formatos: LP, download digital - Gravadora: auto-lançado             |
| Reaper                 | - Lançado: 20 de outubro de 2017 - Formatos: CD, LP, download digital - Gravadora: DCD2 Records       |
| Ruiner                 | - Lançado: 13 de abril de 2018 - Formatos: CD, LP, download digital - Gravadora: Fueled by Ramen      |
| Trauma Factory         | - Lançado: 19 de fevereiro de 2021 - Formatos: CD, LP, download digital - Gravadora: Fueled by Ramen  |
| Void Eternal           | - Lançado: 31 de março de 2023 - Formatos: CD, LP, TC, download digital - Gravadora: Fueled by Ramen  |
| Dark Magic             | - Lançado: 9 de fevereiro de 2024 - Formatos: LP, download digital - Gravadora: Reapers Realm Records |

### Álbuns ao vivo
| Título              | Detalhes do álbum                                                                          |
| ------------------- | ------------------------------------------------------------------------------------------ |
| One Takes Vol. 1    | - Lançado: 10 de julho de 2020 - Formatos: download digital - Gravadora: Fueled by Ramen   |
| Trauma Factory Live | - Lançado: 2 de setembro de 2021 - Formatos: download digital - Gravadora: Fueled by Ramen |

### Extended plays
| Título                         | Detalhes do álbum                                                                                            |
| ------------------------------ | --- |
| Bummer                         | - Lançado: 22 de outubro de 2015 - Formatos: LP, Fita cassete, Download digital - Gravadora: Synergy Records |
| Who Are You?                   | - Lançado: 23 de janeiro de 2016 - Formatos: LP, Fita cassete, Download digital - Gravadora: Synergy Records |
| Bloodlust (com Travis Barker ) | - Lançado: 27 de setembro de 2019 - Formatos: CD, download digital - Gravadora: Fueled by Ramen              |
| The Void Etournal Tape         | - Lançado: 5 de setembro de 2023 - Formatos: Fita cassete - Gravadora: Auto-lançado                          |

Predefinição:Singles discography
1. ↑  Jon Caramanica, "nothing,nowhere. Blends Hip-Hop and Emo to Make Tomorrow's Pop," New York Times, October 20, 2017.
2. ↑  Sam Taylor, "Nothing, Nowhere Has Released His New Album 'Ruiner'," Upset, April 13, 2018.
3. ↑  «Nothing,Nowhere resurrects nu-metal with VOID ETERNAL's untethered rage». thelineofbestfit.com. The Line of Best Fit. March 31, 2023 Verifique data em: |data= (ajuda)
4. ↑  «🎶 nothing,nowhere. Twitch stream: 2024-01-31 - "╰☆☆ SPELLCRAFTING SOUNDS ☆☆╮"». YouTube. February 1, 2023. Consultado em February 1, 2023 Verifique data em: |acessodata=, |data= (ajuda)